# Neococcomyces erumpens
Neococcomyces erumpens är en svampart som beskrevs av C.L. Hou & M. Piepenbr. 2009. Neococcomyces erumpens ingår i släktet Neococcomyces och familjen Rhytismataceae.   Inga underarter finns listade i Catalogue of Life.